# Tephrosia stipularis
Tephrosia stipularis là một loài thực vật có hoa trong họ Đậu. Loài này được (Desv.) DC. miêu tả khoa học đầu tiên năm 1825.